# Coccothrinax boschiana
Coccothrinax boschiana (guano de Barreras) es una palma endémica de bosques secos sobre caliza que crece exclusivamente en la cresta de la sierra Martín García, en la sierra de Neiba, cerca de la península de Barahona en el sur de la República Dominicana. Esta especie fue descrita por primera vez en 1997.

## Descripción
C. boschiana es de hojas palmeadas; sus hojas han sido descritas como "de oro por encima y por debajo de plata". Los árboles crecen cerca de 12 metros de altura.

## Taxonomía
Coccothrinax boschiana fue descrita por M.M.Mejía & R.García y publicado en Moscosoa 9: 1. 1997.
Etimología
Coccothrinax: nombre genérico que deriva probablemente de coco = "una baya", y la palma Thrinax nombre genérico.